# Héctor Herrera (lekkoatleta)
Héctor Herrera Ortíz (ur. 23 maja 1959 w Vertientes) – kubański lekkoatleta (sprinter i średniodystansowiec), wicemistrz olimpijski z 1992.
Zdobył brązowy medal w sztafecie 4 × 400 metrów na igrzyskach panamerykańskich w 1983 w Caracas (sztafeta kubańska biegła w składzie: Lázaro Martínez, Agustín Pavó, Carlos Reyté i Herrera). Na igrzyskach panamerykańskich w 1991 w Hawanie sztafeta kubańska w składzie: Herrera, Pavó, Jorge Valentín i Martínez zdobyła w tej konkurencji złoty medal. Biegnąc w składzie: Pavó, Herrera, Valentín i Martínez zajęła 8. miejsce na mistrzostwach świata w 1991 w Tokio.
Na igrzyskach olimpijskich w 1992 w Barcelonie kubańska sztafeta 4 × 400 metrów w składzie: Martínez, Herrera, Norberto Téllez i Roberto Hernández zdobyła srebrny medal. Ustanowiła wówczas aktualny do tej pory rekord Kuby czasem 2:59,51. Zajęła 6. miejsce na mistrzostwach świata w 1993 w Stuttgarcie (w składzie: Iván García, Herrera, Téllez i Hernández).
Herrera zdobył złoty medal w sztafecie 4 × 400 metrów i srebrny we biegu na 800 metrów na igrzyskach Ameryki Środkowej i Karaibów w 1993 w Ponce.
Był mistrzem Kuby w biegu na 800 metrów w 1989, 1990 i 1992.
Rekordy życiowe:
| Konkurencja        | Data i miejsce         | Wynik   |
| ------------------ | ---------------------- | ------- |
| bieg na 400 metrów | 9 czerwca 1989, Hawana | 45,77   |
| bieg na 800 metrów | 6 lipca 1991, Hawana   | 1:46,61 |

Po zakończeniu kariery osiadł w Meksyku na zaproszenie tamtejszego ministerstwa sportu, pracując jako trener lekkoatletyki. Jego syn Ozziel Herrera został profesjonalnym piłkarzem.